# Macropsyllidae
Macropsyllidae (лат.) — семейство блох. Австралия. 2 рода
. Паразиты грызунов и сумчатых млекопитающих. Карл Йордан (Jordan, 1950) рассматривал эту группу в качестве подсемейства в составе Ctenopsyllidae, в то время как Смит (Smit, 1982) включал их в состав семейства Hystrichopsyllidae (также в ранге подсемейства). В 1953 году Хопкинс и Мириам Ротшильд (Hopkins & Rothschild, 1953) повысили их до статуса отдельного семейства.
3 вида. Эти гигантские блохи паразитируют на сумчатых животных и, по-видимому, являются примитивными: их происхождение относится к меловому периоду (95 млн лет назад), а дизьюнктивное распространение изолировало их от других блох. Macropsyllidae имеют некоторые морфологические признаки сходные с Hystrichopsyllidae и некоторые с Stephanocircidae.
- Macropsylla Rothschild, 1905
  - Macropsylla hercules Rothschild, 1905[4]
  - Macropsylla novaehollandiae (Hastriter, 2002)
- Stephanopsylla Rothschild, 1911
  - Stephanopsylla thomasi (Rothschild, 1903)[5]